# Fountain N' Lakes
Fountain N' Lakes é uma vila localizada no estado americano de Missouri, no Condado de Lincoln.

## Demografia
Segundo o censo americano de 2000, a sua população era de 129 habitantes.
Em 2006, foi estimada uma população de 161, um aumento de 32 (24.8%).

## Geografia
De acordo com o United States Census Bureau tem uma área de
0,4 km², dos quais 0,4 km² cobertos por terra e 0,0 km² cobertos por água.

## Localidades na vizinhança
O diagrama seguinte representa as localidades num raio de 12 km ao redor de Fountain N' Lakes.